# Калининский район (Алма-Атинская область)
Калининский район — единица административного деления Алма-Атинского округа, Казакской АССР и Алма-Атинской области, существовавшая в 1928—1933 годах.
Ленинский район был образован в 1928 году в составе Алма-Атинского округа на базе Калининской волости Алма-Атинского уезда Джетысуйской губернии. Центр района был назначен город Алма-Ата. Позднее центром района стало село Талгар.
17 июля 1928 года Ленинский район был переименован в Калининский район.
23 июля 1930 года в связи с ликвидацией округов Калининский район перешёл в прямое подчинение Казакской АССР.
6 января 1931 года центр Калининского района был перенесён в село Каскелен.
20 февраля 1932 года Калининский район отошёл к Алма-Атинской области. В состав района в то время входили аулсоветы № 3, № 17, Бель-Булакский, Горно-Октябрьский, Десять лет Октября, Каскеленский, Казахстанский, Каменский, Ленинский, Ново-Алексеевский, Первомайский, Талгарский и Фрунзенский.
В 1933 году Горно-Октябрьский и Казахстанский с/с были переданы в административное подчинение городу Алма-Ата. Центр района был перенесён в станицу Ленинскую.
16 ноября 1933 года Калининский район был упразднён. При этом Каскеленский, Десять лет Октября и Первомайский с/с были переданы Илийскому району; Бель-Булакский, Каменский, Ленинский, Талгарский, Фрунзенский с/с и аулсоветы № 3 и № 17 — в административное подчинение городу Алма-Ате; Ново-Алексеевский с/с — Энбекши-Казахскому району.